# صنع من الحبة قبة
صنع أو يصنع من الحبة قبة (بالإنجليزية: To make a mountain out of a molehill)‏ مثل شعبي يكثر استخدامه في السعودية وخاصة من الطبقة العامة، وهو تعبير مجازي شهير في اللغة العربية والإنجليزية يُقصد به كل من يضخم الأمور التي لا تستحق التضخيم حسب وجهة نظر قائلها.